# Rachad Aslanov
 (février 2025).
Pour les articles homonymes, voir Aslanov.
Rachad Aslanov(en azéri: Rəşad Fəxraddin oğlu Aslanov ; né en 1977) est un diplomate azerbaïdjanais, Ambassadeur extraordinaire et plénipotentiaire d'Azerbaïdjan.

## Activité  diplomatique
Rachad Fakhraddin oglu Aslanov reçoit la médaille « Pour distinction dans le service diplomatique » par décret du président azerbaïdjanais Ilham Aliyev le 7 juillet 2012.
Le 6 septembre 2016 Rachad Aslanov est nommé Ambassadeur extraordinaire et plénipotentiaire d'Azerbaïdjan en Argentine.
Plus tard, Rachad Aslanov est nommé Ambassadeur extraordinaire et plénipotentiaire d'Azerbaïdjan en Bolivie le 27 octobre 2016.
Le 6 décembre 2016, Rachad Aslanov est nommé ambassadeur extraordinaire et plénipotentiaire d'Azerbaïdjan en Uruguay.
Il représente également son pays au Paraguay et au Chili.
Le 19 août 2022, un ordre est signé pour rappeler Rachad Fakhreddin oglu Aslanov du poste d'ambassadeur extraordinaire et plénipotentiaire en Argentine, au Paraguay, en Bolivie, au Chili et en Uruguay. .
Le 18 octobre 2022, Rachad Fakhreddin oglu Aslanov a été nommé ambassadeur extraordinaire et plénipotentiaire d'Azerbaïdjan en Italie,(en) « Rashad Aslanov », sur x.com (consulté le 7 février 2024).